# 7176 Куніджі
7176 Куніджі (7176 Kuniji) — астероїд головного поясу, відкритий 1 грудня 1989 року.
Тіссеранів параметр щодо Юпітера — 3,314.